# アルグス As 10 (エンジン)
アルグス As 10（ドイツ語: Argus As 10）は、ドイツのアルグス・モトーレンが設計製造した航空機用低出力エンジン。

## 概要
主に小型の練習機や偵察・連絡機に搭載された。1928年から第二次世界大戦を経て、終戦直後まで長期にわたって生産された。総生産数は28,700基である。
後にアルグス As 410 倒立V12エンジンに発展した。
日本では神戸製鋼所によって「オハ1」の名で国産化されている。

## 主な搭載機
- アラド Ar 66
- アラド Ar 76
- アラド Ar 96A
- ドルニエ Do 12
- フィーゼラー Fi 156 シュトルヒ
- フォッケウルフ Fw 56 シュテッサー
- フォッケウルフ Fw 58
- フォッケウルフ Fw 186
- ハインケル He 74
- ゴータ Go 145
- ヘンシェル Hs 121
- ヘンシェル Hs 125
- クレム Kl 151
- メッサーシュミット Bf 108 タイフーン
- 萱場 カ号観測機一型
- 神戸 テ号観測機

## 性能諸元 （アルグス As 10C）
- 形式： 空冷倒立90°V型8気筒
- ボア × ストローク： 120 mm × 140 mm
- 排気量： 12.677 L
- 全長： 1,105 mm
- 全高： 936 mm
- 乾燥重量： 213 kg
- 出力： 240 hp / 2000 rpm